# Pleociemats
Els pleociemats (Pleocyemata) són un subordre de crustacis decàpodes que inclou unes 16.500 espècies, un 97% dels decàpodes actuals. Els representants més coneguts, especialment pel seu interès gastronòmic, són el llamàntol, la llagosta, l'escamarlà, alguns tipus de gambes i gambetes, a més del bernat ermità i tots els crancs.
Les diferències amb els dendrobranquiats, l'altre subordre de decàpodes, es basen en la forma i l'estructura de les brànquies. Els pleociemats tenen dos tipus de brànquies: 
- les tricobrànquies, que són simples, amb un eix i dues làmines
- les fil·lobrànquies, amb moltes branques filamentoses.[2]

Un dels trets més importants que els caracteritzen, és que els ous fertilitzats són incubats per la femella, i romanen enganxats als pleopodis o potes nadadores, fins que surten les larves. És aquesta característica que dona el seu nom al grup.

## Sistemàtica
Burkenroad, el 1963, feia la proposta de reemplaçar els subordres existents en aquell moment (Natantia i Reptantia) pels grups monofilètics dels dendrobranquiats (Dendrobranchiata) i els pleociemats. Així, Pleocyemata conté tots els membres del grup Reptantia (que encara s'utilitza, però en un nivell taxonòmic més baix), és a dir, els crancs, llamàntols i altres, així com el Stenopodidea i els Caridea, que comprèn moltes de les gambes.
La taxonomia dels pleociemats és complex i està sotmesa a revisions, de manera que el nombre d'infraordres varia segons les fonts. La versió més actualitzada la proporciona WoRMS, i és la següent:
- Infraordre Achelata Scholtz & Richter, 1995
- Infraordre Anomura MacLeay, 1838
- Infraordre Astacidea Latreille, 1802
- Infraordre Axiidea de Saint Laurent, 1979
- Infraordre Brachyura Latreille, 1802
- Infraordre Caridea Dana, 1852
- Infraorder Gebiidea de Saint Laurent, 1979
- Infraorder Glypheidea Van Straelen, 1925
- Infraorder Polychelida Scholtz & Richter, 1995
- Infraorder Procarididea Felgenhauer & Abele, 1983
- Infraordre Stenopodidea Claus, 1872